# 2010년 아시안 게임 캄보디아 선수단
 캄보디아는 2010년 11월 12일부터 11월 27일까지 중화인민공화국 광저우에서 열리는 2010년 아시안 게임에 참가하였다.
레슬링, 복싱, 비치발리볼, 샹치, 수영, 육상, 태권도, 테니스 8개 종목에 22명의 선수를 출전시켰으나 메달을 획득하지는 못 하였다.